# 埃瓦特鎮區 (密歇根州)
埃瓦特鎮區（英語：Evart Township）是位於美國密歇根州奧西歐拉縣的一個行政鎮區。

## 地方資料
埃瓦特鎮區的面積為88.60平方千米，當中陸地面積為85.00平方千米，而水域面積為3.60平方千米。根據2020年美國人口普查的數據，當地共有人口1345人，而人口密度為每平方千米15.18人。